# Vistepita
La vistepita és un mineral de la classe dels silicats. Rep el seu nom en honor de Víctor Ivanovich Stepanov (1924-1988), destacat mineralogista soviètic i col·leccionista de minerals sistemàtic.

## Característiques
La vistepita és un silicat de fórmula química SnMn₄B₂Si₄O16(OH)₂. Va ser aprovada com a espècie vàlida per l'Associació Mineralògica Internacional l'any 1991. Cristal·litza en el sistema triclínic. La seva duresa a l'escala de Mohs és 4,5.
Segons la classificació de Nickel-Strunz, la vistepita pertany a «09.BD: Estructures de sorosilicats (dímers); grups Si₂O₇, amb anions addicionals; cations en coordinació tetraèdrica [4] o major» juntament amb els següents minerals: bertrandita, hemimorfita, junitoïta, axinita-(Fe), axinita-(Mg), axinita-(Mn), tinzenita, boralsilita i werdingita.

## Formació i jaciments
Va ser descoberta a la troballa de rodonita de la vall de Muzeinyi, a la serralada Inyl'chek, a la província d'Issik Kul, al Kirguizstan. Es tracta de l'únic indret on ha estat trobada aquesta espècie mineral.